# Sergio Forconi
Sergio Forconi (San Casciano in Val di Pesa, 3 ottobre 1941) è un attore italiano.

## Biografia
Primogenito di una famiglia contadina, all'inizio degli anni cinquanta si trasferisce a Grassina, frazione di Bagno a Ripoli, alle porte di Firenze. È qui che inizia la sua carriera, presso la Casa del Popolo, con la compagnia Gli sfacciati paesani.

### Teatro e cinema
Dal Teatro SMS di Grassina si sposta nei teatri fiorentini e nel corso degli anni ha la possibilità di conoscere e collaborare coi grandi del vernacolo: Mario Marotta, Ghigo Masino, Giovanni Nannini e Wanda Pasquini. Entrato nel mondo del cinema, collabora con Mario Monicelli, Leonardo Pieraccioni, Luca Manfredi, Alessandro Benvenuti, e altri registi. Nel 2012 interpreta il personaggio di Impero nella web-series Bagnini. Nel 2019 lavora con Matteo Garrone nel film Pinocchio.

## Filmografia

### Cinema
- Amici miei, regia di Mario Monicelli (1975)
- Berlinguer ti voglio bene, regia di Giuseppe Bertolucci (1977)
- Il vangelo secondo San Frediano, regia di Oscar Brazzi (1978)
- Anche i ladri hanno un santo, regia di Giampiero Tartagni (1981)
- Rock 'n Roll, regia di Vittorio De Sisti (1978)
- L'insegnante balla... con tutta la classe, regia di Giuliano Carnimeo (1978)
- Viaggio con Anita, regia di Mario Monicelli (1979)
- Madonna che silenzio c'è stasera, regia di Maurizio Ponzi (1982)
- Zitti e mosca, regia di Alessandro Benvenuti (1991)
- Amami, regia di Bruno Colella (1992)
- I laureati, regia di Leonardo Pieraccioni (1995)
- Il ciclone, regia di Leonardo Pieraccioni (1996)
- Albergo Roma, regia di Ugo Chiti (1996)
- Grazie di tutto, regia di Luca Manfredi (1998)
- Lucignolo, regia di Massimo Ceccherini (1999)
- Fantozzi 2000 - La clonazione, regia di Domenico Saverni (1999)
- Il pesce innamorato, regia di Leonardo Pieraccioni (1999)
- Faccia di Picasso, regia di Massimo Ceccherini (2000)
- La mia squadra del cuore, regia di Domenico Costanzo e Giuseppe Ferlito (2003)
- Il quaderno della spesa, regia di Tonino Cervi (2003)
- Mani molto pulite, regia di Michele Coppini (2005)
- Il pugno di Gesù,, regia di Stefan Jagher (2007)
- Sedotta e bidonata, regia di Enza Magrini (2007)
- Benvenuti in amore, regia di Michele Coppini (2008)
- Piove sul bagnato, regia di Andrea Muzzi e Andrea Bruno Savelli (2009)
- I mostri oggi, regia di Enrico Oldoini (2009)
- Una favola da raccontare, regia di Aldo Pellegrini (2010)
- 10 ragazze, regia di Tessa Bernardi (2011)
- Il fischio dell'arbitro, regia di Niccolò Cappuccilli (2011)
- Amici miei - Come tutto ebbe inizio, regia di Neri Parenti (2011)
- Radio Audience, regia di Raffaele Totaro (2012)
- Ridere fino a volare, regia di Adamo Antonacci (2012)
- Uscio e bottega, regia di Marco Daffra (2013)
- Storia di un inganno, regia di Massimo Di Stefano e Alessandro Ingrà (2014)
- Bomba libera tutti, regia di Alessandro Gelli e Mattia Catarcioni (2016)
- Ora non ricordo il nome, regia di Michele Coppini (2016)
- Mare di grano, regia di Fabrizio Guarducci (2018)
- Saranno famosi?, regia di Alessandro Sarti (2018)
- Exitus - Il passaggio, regia di Alessandro Bencivenga (2019)
- Non ci resta che ridere, regia di Alessandro Paci (2019)
- Ho sposato mia madre, regia di Domenico Costanzo (2019)
- Pinocchio, regia di Matteo Garrone (2019)
- Quel genio del mio amico, regia di Alessandro Sarti (2021)
- Dio è in pausa pranzo, regia di Michele Coppini (2021)
- Fiabe italiane, regia di Lorenzo Andreaggi (2022)
- Che bella storia la vita, regia di Alessandro Sarti (2023)
- Assault on Florence - A Ghostbusters story, regia di Matteo Piccinini (2023)
- Le devianze, regia di Mario Mariani (2024)
- Pare parecchio Parigi, regia di Leonardo Pieraccioni (2024)

### Televisione
- L'ultimo concerto (1996)
- Il caso Redoli (1996)
- Mio padre è innocente (1997)
- Linda e il brigadiere – serie TV (1998)
- Il mastino (1998)
- Lezioni di guai (1999)
- Questa casa non è un albergo – serie TV (2000)
- La squadra – serie TV (2000)
- Incompreso, regia di Enrico Oldoini – miniserie TV (2002)
- Carabinieri 2 – serie TV (2003)
- Un posto tranquillo – serie TV (2003-2005)
- Un medico in famiglia 3 – serie TV (2003)
- Orgoglio – serie TV (2004)
- Le ragazze di San Frediano – film TV (2007)
- Graffio di tigre, regia di Alfredo Peyretti – miniserie TV (2007)
- Per una notte d'amore, regia di Vittorio Sindoni – miniserie TV (2008)
- Don Matteo 6 – serie TV (2008)
- R.I.S. - Delitti imperfetti – serie TV, episodio 5x18 (2009)
- Il mostro di Firenze, regia di Antonello Grimaldi – miniserie TV (2009)
- Un medico in famiglia 6 – serie TV (2009)
- Riserve (2013)
- Il Ciclone... oggi - Ricordi e ritagli di un film evento, regia di Leonardo Scucchi e Bruno Santini – documentario (2016)
- Solo per amore 2 - Destini incrociati – serie TV (2017)
- The New Pope – serie TV (2020)

### Cortometraggi
- La nipote di Barbablù, regia di Alessandro Paci (2005)
- Dopodomani, regia di Duccio Chiarini (2006)
- La stanza oscura, regia di Alessio Biagioni (2015)
- Marco e il nonno di Roberta Mucci (2016)
- La fata burgina di Piero Torricelli (2017)
- Educazione cartesiana, regia di Lorenzo Maschio e Mario Mariani (2018)
- Il terzo atto, regia di Mark Petrasso (2020)
- Oggi è il giorno di Lorenzo Santini (2021)
- Vecchio mondo di Giuseppe Ferlito (2021)
- Canto popolare, regia di Giancarlo Gulisano (2022)

### Web-series
- Bagnini (2012)
- Da Nando – sitcom (2015)
- GetAlive (2017)
- Spizzicati (2018)

### Video musicali
- Fegatino – Duova (2018)
- Ciclone – Takagi & Ketra, Elodie e Mariah feat. Gipsy Kings, Nicolás Reyes e Tonino Baliardo (2020)
- Viva la vita che ho amato – Sergio Forconi (2021)

## Libri
- Sergio Forconi, Attore per caso, De Paoli Edizioni d'Arte, 2008.
- Alessandro Sarti, Sergio Forconi - Uno spettacolo d'uomo, Sarnus, 2019.